# Trimetylaminuri
Trimetylaminuri är en mycket ovanlig genetisk störning som gör att den drabbades kropp inte klarar av att bryta ner ämnet trimetylamin, ett ämne som vanligtvis bildas i ämnesomsättningen. Cirka 600 till 700 personer i världen är drabbade, varav 65 % är kvinnor. Detta orsakar ämnet till att samlas upp i kroppen, vilket i sin tur leder till en illaluktande odör i svett, urin och andedräkten. Lukten påminner om fisk. Tillståndet är obotligt, men kan lindras genom att undvika mat som innehåller kolin, bland annat ägg, fisk och visst kött.